# قائمة أطول المباني في مالطا

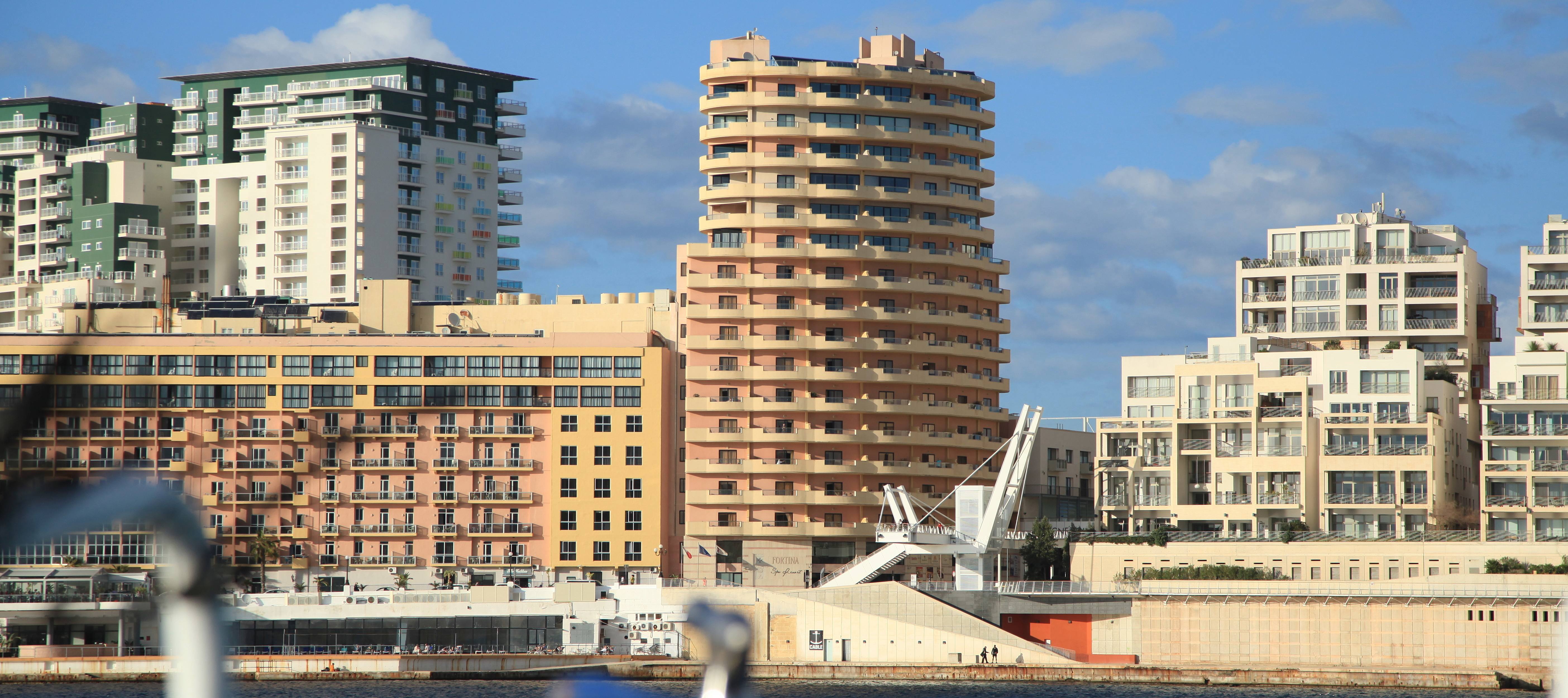
مبنيين من شقق فورت كامبريدج (اللون الأبيض والأخضر) والفندق السابق فورتينا (اللون البرتقالي)

منذ استقلال مالطا في عام 1964 ، كانت هناك زيادة سريعة في المباني في جميع أنحاء البلاد. ومع ذلك ، تتركز معظم المناطق الحضرية حول مناطق Grand Harbour و Marsamxett Harbour حيث توجد بعض الأماكن الأكثر ازدحامًا في البلاد ؛ سليما ، سانت جوليانس ، منطقة Paceville ، مسيدا ، جزيرا ، تازبيكس و بييتا .
ومع تزايد شعبية السيارات والنقل البري في البلد، بدأ السكان ينتشرون إلى مناطق أبعد، وفي الوقت الحاضر تطورت بعض المناطق الحضرية الأخرى؛ خليج سانت بول (بما في ذلك قارّة، Buġibba وXemxija) وMellieالسينية في الشمال، بينما يوجد في مارساسكالا ومنطقة فريبورت في مالطا في جنوب البلاد.
لا تزال بعض المباني الشاهقة في مالطا ، مثل Metropolis Plaza في Gżira ، قيد الإنشاء. كان أعلى هيكل تم بناؤه على الإطلاق في مالطا هو مدخنة محطة ديليمارا للطاقة ، حيث 150 متر (490 قدم) فوق سطح الأرض ، حتى هدم في 2017-18.

## أطول المباني في مالطا
تشمل القائمة المباني (فوق 50 متر (164 قدم) ) في مالطا .
| مرتبة | اسم                                                                       | صورة | ارتفاع م (قدم)      | طوابق | عام       | استعمال         | موقعك       |
| ----- | ------------------------------------------------------------------------- | ---- | ------------------- | ----- | --------- | --------------- | ----------- |
| 1     | برج الأعمال بورتوماسو 35°55′18.9″N 14°29′31.5″E / 35.921917°N 14.492083°E |      | 97.54 متر (320 قدم) | 23    | 2000      | مكتب. مقر. مركز | سانت جوليان |
| 2     | 14 شرقا                                                                   |      | 77 متر (253 قدم)    | 21    | 2019      | سكني            | الجزيرة     |
| 3     | شقق فورت كامبريدج الجنوبية                                                |      | 72.94 متر (239 قدم) | 20    | 2012      | سكني            | سليمة       |
| 4     | شقق فورت كامبريدج الشمالية                                                |      | 69.29 متر (227 قدم) | 19    | 2012      | سكني            | سليمة       |
| 5     | فندق منتجع سبا Fortina &amp; Fortina                                      |      | 62 متر (203 قدم)    | 17    |           | الفندق          | سليمة       |
| 6     | برج Pendergardens السكني                                                  |      | 59 متر (194 قدم)    | 16    | 2019      | سكني            | سانت جوليان |
| 7     | إنتركونتيننتال مالطا 35°55′25.8″N 14°29′17.5″E / 35.923833°N 14.488194°E  |      | 55.51 متر (182 قدم) | 15    | 2003      | الفندق          | سانت جوليان |
| 8     | فندق وأبراج بريلونا 35°54′48.0″N 14°30′22.9″E / 35.913333°N 14.506361°E   |      | 51.06 متر (168 قدم) | 14    | 1969/1990 | الفندق          | سليمة       |
| 9     | Q1 Tigne Point                                                            |      | 51 متر (167 قدم)    | 14    | 2018      | سكني            | سليمة       |
| 10    | Q2 Tigne Point                                                            |      | 51 متر (167 قدم)    | 14    | 2018      | سكني            | سليمة       |

### الكنائس
تشمل القائمة الكنائس (فوق 50 متر (164 قدم) ) في مالطا .
| مرتبة | اسم                                                                                   | صورة | ارتفاع م (قدم)      | طوابق | عام  | موقعك   |
| ----- | ------------------------------------------------------------------------------------- | ---- | ------------------- | ----- | ---- | ------- |
| 1     | Rotunda of Xewkija 36°1′54.2″N 14°15′40″E / 36.031722°N 14.26111°E                    |      | 75 متر (246 قدم)    |       | 1973 | Xewkija |
| 2     | بازيليك سيدة جبل الكرمل 35°54′00.7″N 14°30′44.3″E / 35.900194°N 14.512306°E           |      | 73.17 متر (240 قدم) |       | 1958 | فاليتا  |
| 3     | كاتدرائية القديس بولس الموالية 35°54′1.89″N 14°30′41.96″E / 35.9005250°N 14.5116556°E |      | 63 متر (207 قدم)    |       | 1844 | فاليتا  |

## المباني المخططة أو قيد الإنشاء
| مرتبة | اسم                                                                       | صورة | ارتفاع م (قدم)      | طوابق | الحالة                  | استعمال         | موقعك                |
| ----- | ------------------------------------------------------------------------- | ---- | ------------------- | ----- | ----------------------- | --------------- | -------------------- |
| 1     | برج ميركوري                                                               |      | 122 مترًا (400 قدمًا) | 33    | تحت الانشاء             | سكني            | سانت جوليانز ، مالطا |
| 2     | مشروع فندق فيلسيكس                                                        |      | 115 متر (377 قدم)   | 27    | مخطط [مقترح]            | الفندق          | خليج سانت بول        |
| 3     | برج DB                                                                    |      | 109 م (357 قدمًا)    | 31    | مخطط [معتمد]            | سكني            | سانت جوليان          |
| 4     | برج متروبوليس بلازا 1 35°54′02.6″N 14°29′30.4″E / 35.900722°N 14.491778°E |      | 106 متر (348 قدم)   | 33    | مخطط / على الرف؟ [وافق] | سكني            | الجزيرة              |
| 5     | برج متروبوليس بلازا 2 35°54′02.6″N 14°29′30.4″E / 35.900722°N 14.491778°E |      | 87 متر (285 قدم)    | 27    | مخطط / على الرف؟ [وافق] | سكني            | الجزيرة              |
| 6     | برج كواد مريهيل الشرقي                                                    |      | 81 م (266 قدمًا)     | 21    | تحت التشيد              | مكتب. مقر. مركز | بيركيركارا           |
| 7     | برج متروبوليس بلازا 3 35°54′02.6″N 14°29′30.4″E / 35.900722°N 14.491778°E |      | 56 متر (184 قدم)    | 13    | مخطط [معتمد]            | سكني            | الجزيرة              |

## روابط خارجية
- برج بورتوماسو للأعمال